# Alberto Arenas
Alberto Arenas de Mesa (5 de octubre de 1965) es un economista, académico, investigador y político chileno, militante del Partido Socialista (PS).
Como estrecho colaborador de la expresidenta Michelle Bachelet, participó como director de Presupuestos durante su primer gobierno (2006-2010), como jefe programático del comando de su candidatura en la elección presidencial de 2013, y como ministro de Hacienda de su segunda administración, cargo que ejerció entre marzo de 2014 y mayo de 2015.

## Familia y estudios
Nació el 5 de octubre de 1965, hijo del arquitecto de militancia comunista Mario Alberto Arenas Pizarro y de Mónica Eliana de Mesa. La hermana de su padre, Adriana Arenas Pizarro —fallecida en 1990—, fue cónyuge del sociólogo francés Alain Touraine.
Realizó sus estudios básicos en el Liceo Experimental Manuel de Salas de la Santiago de Chile. En 1983, pocos meses antes de egresar de la enseñanza secundaria, influenciado por su padre, se incorporó a las Juventudes Comunistas (JJCC).
Se formó en la Universidad de Chile de la capital, donde fue vicepresidente del centro de alumnos de su carrera, ingeniería comercial, por el Movimiento Democrático Popular (MDP), del que formaba parte el Partido Comunista (PC). En este periodo de su vida participó en numerosas protestas en contra de la dictadura militar del general Augusto Pinochet, lo que le acarrearían cuatro detenciones. En 1987, luego de que el PC optó por la vía armada como lucha contra dicho régimen, abandonó su militancia en las JJCC y se integró al Partido Socialista (PS).
Se casó con Sara Jacqueline Canales Contreras, con quien tuvo tres hijos.

## Actividad profesional
En 1991, un año después de titularse y luego de trabajar en la gerencia de estudios del Banco Sud Americano, ingresó como asesor de la Dirección de Presupuestos (Dipres) del Ministerio de Hacienda. En 1993 partió becado a la Universidad de Pittsburgh, en los Estados Unidos, donde obtendría un doctorado en economía con la tesis Aprendiendo sobre la privatización del sistema de pensiones de seguridad social en Chile: efectos macroeconómicos, lecciones y desafíos.[cita requerida]
A su regreso, en 1997, ascendió a la jefatura del Departamento de Estudios de la unidad, y a partir de 2000, se transformó en el subdirector de Racionalización y Función Pública de la misma repartición. Durante el ejercicio de ese cargo tomó contacto con Michelle Bachelet, entonces ministra de Salud del gobierno del presidente Ricardo Lagos.
Durante los años 2000 y 2003, se desempeñó como director de la Empresa de los Ferrocarriles del Estado (EFE), bajo la administración del presidente Lagos, periodo durante la cual la Contraloría General de la República (CGR) detectó una serie de anomalías en la empresa.
Posteriormente, entre 2010 y 2013 fue miembro del directorio de Canal 13. Simultáneamente durante el mismo período, se desempeñó como investigador del Centro de Microdatos, del Departamento de Economía de la Universidad de Chile.
Por otra parte, ha sido profesor del programa de magíster en economía del Ilades/Georgetown University de la Universidad Alberto Hurtado.

## Actividad política

### Director de Presupuestos y de Codelco (2006-2010)
Con ocasión del primer gobierno de la presidenta Michelle Bachelet, en marzo de 2006, asumió como titular de la Dirección de Presupuestos, formando equipo con el ministro Andrés Velasco en la cartera de Hacienda. En esta responsabilidad fue uno de los artífices de la reforma al sistema de pensiones chileno aprobada en esa administración.
Permaneció en el cargo hasta el 10 de febrero de 2010, cuando fue nominado por Bachelet  para integrar el directorio de la minera estatal Codelco-Chile al comenzar a regir la nueva Ley 20.392 sobre el gobierno corporativo de la empresa. Dejó el puesto el 11 de mayo de ese mismo año.

### Ministro de Hacienda (2014-2015)

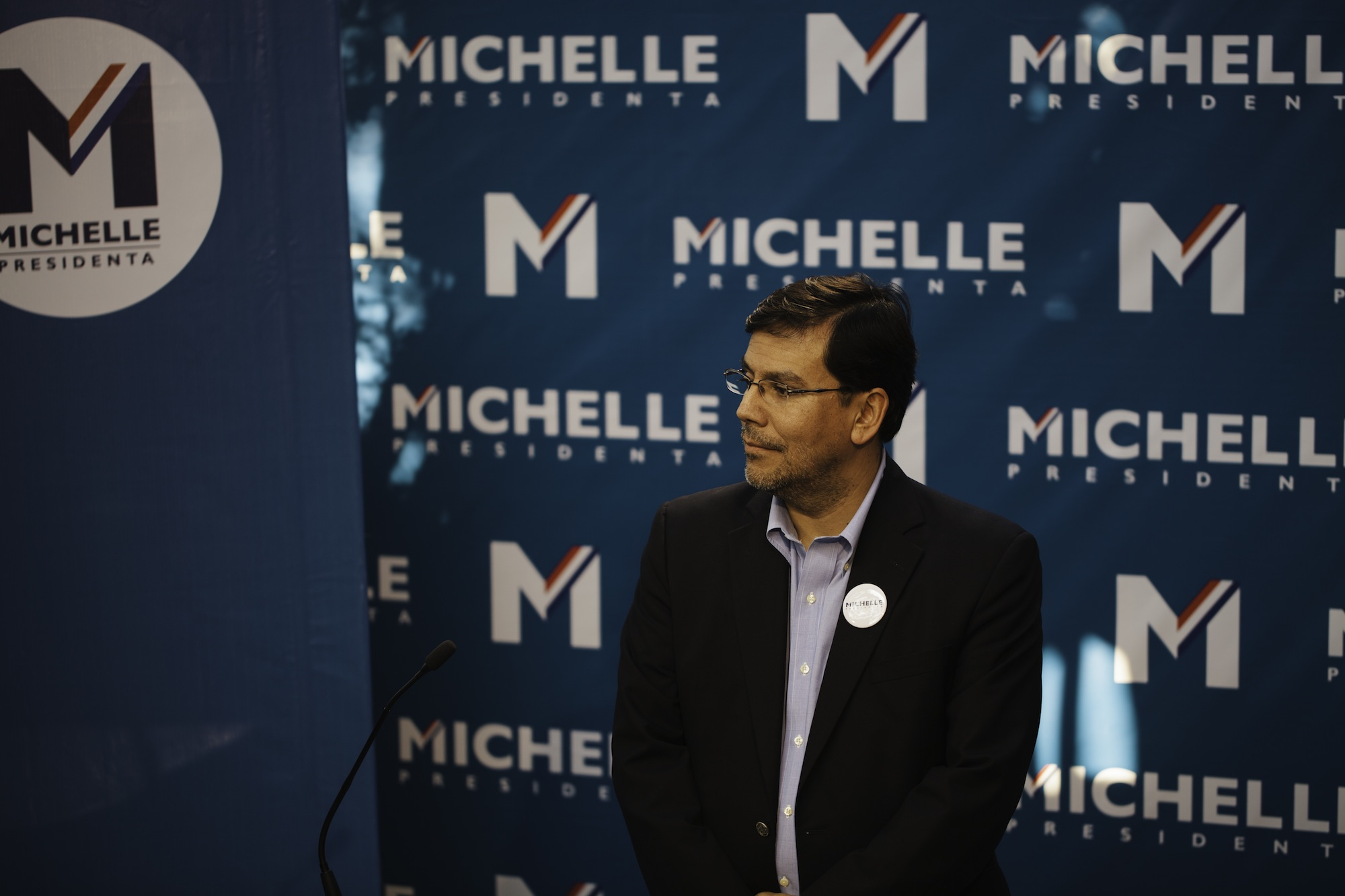
Arenas durante la campaña de Michelle Bachelet en 2013.

Tras haber sido jefe programático de la segunda campaña presidencial de Michelle Bachelet en 2013, en enero de 2014, tras el triunfo de Bachelet en la segunda vuelta ante Evelyn Matthei, aquella lo nombró como ministro de Hacienda de su segundo gobierno, cargo que asumió el 11 de marzo de ese mismo año.
Durante su gestión consiguió la aprobación de un proyecto de reforma tributaria que tenía por objetivo incorporar, en régimen, aproximadamente tres puntos del producto interno bruto (PIB) por año. En ese periodo, el crecimiento del PIB de Chile cayó desde 3,97% en 2013 a 1,87% en 2014, y la inversión (formación de capital bruto fijo) cayó en -4,2%, con grandes bajas en Industria manufacturera (-18,4%), Construcción (-25,9%), Servicios financieros y empresariales (-13,6%), además de Minería (14,4%). La confianza de los consumidores cayó en -7% pasando de un promedio de 120,9 puntos en 2013 a 112,2 puntos en 2014.
En mayo de 2015, la presidenta Bachelet le solicitó la renuncia al mando del Ministerio. Inicialmente, la mandataria solicitó la renuncia a todos sus ministros de Estado, pero finalmente sólo removió a cinco ministros, entre ellos Arenas. Por consiguiente, se convirtió en el primer ministro de Hacienda de Chile en ser removido de su cargo desde el retorno a la democracia, en 1990. Fue reemplazado por el expresidente del BancoEstado Rodrigo Valdés.

### Asesoría en la CEPAL (2015-presente)
El 2 de junio de 2015, comenzó oficialmente a trabajar como asesor macroeconómico de la Comisión Económica para América Latina y el Caribe (Cepal), dedicándose a analizar, monitorear y desarrollar propuestas que permitan a los países de la región superar sus estancamientos. En marzo de 2021, fue nombrado como director de la División de Desarrollo Social del organismo.

## Controversias
En julio de 2015, fue imputado en el denominado «caso SQM», sobre financiamiento irregular de campañas políticas de Chile.

## Obra escrita
- Historia de la Reforma Previsional chilena: una experiencia exitosa de política pública en democacia (2010).
- Sostenibilidad fiscal y reformas tributarias en América Latina (2016).[26]